# DJ Mam's
 (décembre 2019).
DJ Mam's, de son vrai nom Morad Mameri né le 15 avril 1972 à Marseille, est un DJ et compositeur français d'origine algérienne. Il est sous contrat avec le label français Wagram Music depuis 2012 et travaille depuis ses débuts avec le producteur Mounir Belkhir.

## Biographie
Morad Mameri est né à Marseille où il vit sa passion pour la musique depuis son adolescence. Il se produit comme DJ dans le sud de la France. En 2007, il sort son premier album Mam's Mix Party et devient actif dans des événements musicaux.
En 2009, il fonde le Collectif 123 Marseille en invitant des artistes à le rejoindre dans sa démarche de création
En 2010, DJ Mam's crée la chanson Zumba He Zumba Ha, une chanson aux influences latino et avec une touche créole.
Joué pour la première fois en juillet 2010 à Orlando (Floride) aux États-Unis, accompagnant Alberto « Beto » Perez et ses danseurs sur scène lors de la convention Zumba devant des milliers de personnes, il est réinterprété en 2012 par  Jessy Matador avec Luis Guisao. Zumba He Zumba Ha devient un des tubes de l’été 2012 en France.
Le 1er octobre 2012, il sort un album composé de 15 titres ainsi qu'un single du même nom intitulé Fiesta buena. Sur ce dernier single Fiesta buena, destiné aux dancefloors, il invite l'artiste Beto Perez avec le duo Luis Guisao et Soldat Jahman. 
Début 2013, il sort le titre Hella Decalé Remix 2013 avec la participation de Tony Gomez & Ragga Ranks (remixé par Mounir Belkhir) ; Le clip réalisé par J.G Biggs sort le lundi 29 avril 2013 sur YouTube en version bachata (la bachata est un rythme dansant originaire de République dominicaine).  En 2014, il sort le single Chiki featuring Tony Gomez & Ragga Ranks . Le clip a été tourné au Mexique.
En 2015, il sort « Fuego » avec le jeune rappeur Marseillais Naps et le chanteur Cubain Yos. Par la suite Il collabore avec Crazy Pitcher pour réaliser le SunMegamix, un mix de ses plus gros hits. En 2016 Il fait une pause concernant la production musicale et se consacre à une tournée française et européenne[réf. nécessaire].
DJ MAM'S revient en 2017 avec un nouveau style Urbain et Pop, sans toutefois oublier sa couleur « Latino ». Il réunit deux artistes aux horizons différents ; Luis Guisao avec qui il avait déjà collaboré sur son album Fiesta Buena, et Houssdjo. Son nouveau single  Tranquilo sort le 21 juin.

## Discographie

### Albums
| Année | Album | [ 1 ]         | [ 1 ]  | Certification |
| Année | Album | Belgique (Wa) | France | Certification |
| ----- | --- | ------------- | ------ | ------------- |
| 2012  | Fiesta buena - Sortie : 1er octobre 2012 - Labels : Mam's Prod / Space Party sous licence avec Wagram Music | 106           | 92     |               |

Liste des pistes
- 2012 : Fiesta buena

1. Hella decalé (DJ Mam's feat. Soldat Jahman & Doukali) - 3:54
2. Fichta Night (DJ Mam's feat. Sofal-K & Ilhem) - 3:04
3. Zumba He Zumba Ha (DJ Mam's feat. Soldat Jahman & Luis Guisao) - 3:19
4. Zina Morena (DJ Mam's feat. Luis Guisao & Doukali) - 3:34
5. Toi et moi (DJ Mam's feat. Doukali & Rania) - 3:25
6. Fiesta buena (DJ Mam's feat. Luis Guisao, Soldat Jahman & Beto Perez) - 3:11
7. Savonne (DJ Mam's feat. Doukali & Youcef) - 5:10
8. Sexy Mami (DJ Mam's feat. Luis Guisao & Lynn) - 3:00
9. Envie de partir (DJ Mam's feat. Naro & Doukali) - 3:15
10. Ghorba (DJ Mam's feat. Zino (Révolution Urbaine) & Halim Chiba) - 3:47
11. Mes rêves (DJ Mam's feat. Samia & Doukali) - 3:23
12. Tonight (DJ Mam's feat. Doukali & Soldat Jahman) - 3:12
13. Regret (DJ Mam's feat. Rania & Imène Eva) - 2:55
14. Taxi (DJ Mam's feat. Doukali & Staff Jabbar) - 5:49
15. Zumba He Zumba Ha (Remix 2012) [DJ Mam's feat. Jessy Matador & Luis Guisao] - 3:12

### Singles
| Année | Single | Meilleure position | Meilleure position | Meilleure position | Certification | Album        |  |
| Année | Single | Belgique (Fl)      | Belgique (Wa)      | France             | Certification | Album        |  |
| ----- | --- | ------------------ | ------------------ | ------------------ | ------------- | ------------ |  |
| 2009  | Hella Decalé (feat. Doukali & Soldat Jahman)                                                                        | -                  | -                  | -                  |               | Fiesta Buena |  |
| 2011  | Zumba He Zumba Ha (feat. Soldat Jahman & Luis Guisao)                                                               | -                  | -                  | 192                |               | Fiesta Buena |  |
| 2011  | Zina Morena (feat. Luis Guisao & Doukali)                                                                           | -                  | -                  | -                  |               | Fiesta Buena |  |
| 2012  | Zumba He Zumba Ha (Remix 2012) (feat. Jessy Matador & Luis Guisao)                                                  | 42 (Ultratip)      | 17 (Ultratop)      | 7                  |               | Fiesta Buena |  |
| 2012  | Fiesta buena (feat. Soldat Jahman, Luis Guisao & Beto Perez)                                                        | -                  | 50 (Ultratop)      | 12                 |               | Fiesta Buena |  |
| 2013  | Hella Decalé (Remix 2013) (feat. Tony Gomez & Ragga Ranks) (Remixed by Mounir Belkhir) (clip réalisé par J.G Biggs) | -                  | 34 (Ultratip)      | 83                 |               |              |  |
| 2014  | Mi corazón (feat. Tony Gomez & Lynn)                                                                                | -                  | 30 (Ultratip)      | 187                |               |              |  |
| 2014  | Chiki (feat. Tony Gomez & Ragga Ranks )                                                                             | -                  |                    |                    |               |              |  |
| 2015  | Fuego (feat. Naps & Yos)                                                                                            | -                  |                    |                    |               |              |  |
| 2017  | Tranquilo (feat. Luis Guisao & Houssdjo)                                                                            | -                  |                    |                    |               |              |  |

### Musiques de films
| Année | Infos |
| ----- | --- |
| 2014  | Fiesta buena - Sortie : 2 avril 2014 - Film : Avis de mistral de Roselyne Bosch                                   |
| 2014  | Zumba He Zumba Ha - Sortie : 16 avril 2014 - Film : Qu'est-ce qu'on a fait au Bon Dieu ? de Philippe de Chauveron |